# Legion: XX
Legion: XX es un álbum de versiones de la banda estadounidense de heavy metal Lamb of God, bajo su nombre original Burn the Priest. El álbum fue lanzado el 18 de mayo de 2018 a través de Epic Records / Nuclear Blast . Es el primer álbum de la banda como Burn the Priest desde su álbum de 1999. Es el último álbum que presenta al baterista fundador Chris Adler antes de su partida de Lamb of God en julio de 2019.

## Lista de canciones
| N.º   | Título                  | Original artist (year)             | Duración |  |
| 1.    | «Inherit The Earth»     | The Accüsed (1988)                 | 3:29     |  |
| 2.    | «Honey Bucket»          | Melvins (1993)                     | 2:43     |  |
| 3.    | «Kerosene»              | Big Black (1986)                   | 6:12     |  |
| 4.    | «Kill Yourself»         | Stormtroopers of Death (1985)      | 2:18     |  |
| 5.    | «I Against I»           | Bad Brains (1986)                  | 3:48     |  |
| 6.    | «Axis Rot»              | Sliang Laos (1993)                 | 3:04     |  |
| 7.    | «Jesus Built My Hotrod» | Ministry feat. Gibby Haynes (1992) | 6:13     |  |
| 8.    | «One Voice»             | Agnostic Front (1992)              | 3:16     |  |
| 9.    | «Dine Alone»            | Quicksand (1993)                   | 3:31     |  |
| 10.   | «We Gotta Know»         | Cro-Mags (1986)                    | 3:27     |  |
| 38:02 |                         |                                    |          |  |

| Bonus track |                   |                        |          |  |
| N.º         | Título            | Original artist (year) | Duración |  |
| 11.         | «In the Meantime» | Helmet (1992)          | 3:13     |  |
| 41:15       |                   |                        |          |  |

## Personal
- Chris Adler : batería
- Willie Adler - guitarra rítmica
- Randy Blythe - voz
- John Campbell - bajo
- Mark Morton - guitarra principal

- Josh Wilbur - productor, mezcla, ingeniero
- Brad Blackwood – masterización
- Josh Brooks - mezcla
- Kyle McAulay - mezcla
- Lana Migliore - mezcla
- Nick Rowe - mezcla